# Nilgirius
Nilgirius is een geslacht van hooiwagens uit de familie Trionyxellidae.
De wetenschappelijke naam Nilgirius is voor het eerst geldig gepubliceerd door Roewer in 1915. 

## Soorten
Nilgirius is monotypisch en omvat slechts de volgende soort:
- Nilgirius scaber